# 66º Kouhaku Utagassen
O 66th NHK Kōhaku Uta Gassen (第66回NHK紅白歌合戦) foi a 66ª edição do Kōhaku Uta Gassen que aconteceu em 31 de Dezembro de 2015, sendo transmitido ao vivo da NHK Hall entre 19:15 (JST) e 23:45 (JST), com intervalo de 5 minutos para as notícias. Esta foi a 27ª e provavelmente a última edição na Era Heisei. O horário de transmissão foi anunciado em 16 de setembro. A transmissão de 2015 marcou o aniversário de 65 anos da primeira transmissão do Kouhaku Utagassen em 1951.

## Transmissão
Yuji Itano, diretor-geral de transmissão da NHK, revelou em 16 de Setembro que o 66th Kouhaku vai ser transmitido em 31 de Dezembro, começando às 19:15 JST e terminando às 23:45 JST, com intervalo de 5 minutos para as últimas notícias. No Japão, a transmissão será pela NHK-G e Radio 1. A NHK World Premium transmitirá para a todo o mundo, sendo que no Brasil, ela será transmitida entre 08:15 e 12:45 BRST (em virtude do Horário de Verão), e em Portugal entre 10:15 e 14:45 UTC.
Em 18 de Novembro, foi anunciado que a dupla de comediantes Bananaman participa pelo segundo ano consecutivo como PR (apoiadores), junto com a jornalista Yuka Kubota.
Ao contrário das edições anteriores, nenhuma pista sobre os capitães das equipes nem o mediador da edição deste ano foi revelada pela NHK antes do anúncio oficial, em 26 de Novembro.
Este ano o tema é "Zattsu Nippon! Zattsu Kouhaku!" e os capitães das equipes são Haruka Ayase (Akagumi) e Yoshihiko Inohara (Shirogumi). A mediadora será a veterana Tetsuko Kuroyanagi, junto com a Yumiko Udô. O anúncio dos capitães foi atrasado em um mês porque Tamori recusou sua participação no programa, e com isso os apresentadores foram anunciados juntamente com os artistas que irão se apresentar, o que gerou muita expectativa.
Haruka Ayase já havia comandado o Akagumi anteriormente no 64º Kouhaku e este ano ela vai representar novamente o time vermelho. Já Yoshihiko Inohara tem a missão de comandar o Shirogumi pela primeira vez, já que o V6 completará 20 anos em 2015 e o Arashi (que se apresenta no Kouhaku) será anfitrião do Johnny's Countdown 2015-16 depois de 5 anos no comando do time branco.
O time vermelho venceu esta edição, quebrando a sequência de 3 anos do time branco, com o placar final de 356.832 para Akagumi, contra 346.929 para Shirogumi. Haruka Ayase recebeu o estandarte de campeão das mãos de Masato Nakai.

## Artistas e Ordem de Apresentação

### Artistas(em ordem alfabética)
| Akagumi - AAA (6) - AKB48 (8) - Akiko Wada (39) - Aya Shimazu (2) - Ayako Fuji (21) - E-girls (3) - Fuyumi Sakamoto (27) - Ikimono-gakari (8) - Kana Nishino (6) - Kaori Mizumori (13) - μ's (from Love Live!) (Estreia) - Mariko Takahashi (3) - Miki Imai (2) - Miwa (3) - Natsuko Godai (22) - NMB48 (3) - Nogizaka46 (Estreia) - Perfume (8) - Rebecca (Estreia) - Sakurako Ohara (Estreia) - Ringo Sheena (3) - Seiko Matsuda (19) - Sayuri Ishikawa (38) - Superfly (Estreia) - Yoshimi Tendo (20) | Shirogumi - Arashi (7) - Bump of Chicken (Estreia) - EXILE (11) - Gen Hoshino (Estreia) - Gesu no Kiwami Otome (Estreia) - Go Hiromi (28) - Golden Bomber (4) - Kanjani8 (4) - Keisuke Yamauchi (Estreia) - Kiyoshi Hikawa (16) - Hideaki Tokunaga (10) - Hiroshi Miyama (Estreia) - Hiroshi Itsuki (45) - Masahiko Kondo (10) - Masaharu Fukuyama (8) - Miwa Akihiro (4) - Sandaime J Soul Brothers (4) - Sekai no Owari (2) - Sexy Zone (3) - Shinichi Mori (48) - SMAP (23) - Takashi Hosokawa (39) - Tokio (22) - V6 (2) - X Japan (6) - Yuzu (6) |

#### Artistas que saíram este ano
AKAGUMIAyaka, Nana Mizuki, Momoiro Clover Z, Kyary Pamyu Pamyu, SKE48, HKT48, Kaori Kozai, Sayaka Kanda, Miyuki Nakajima, Hiroko Yakushimaru, May J.
SHIROGUMITsuyoshi Nagabuchi, T.M.Revolution, Chris Hart,  Kouhei Fukuda, Pornograffiti.

### Músicas
| 1ª Parte (19h15-20h55) - "2-Oku 4-Senman no Hitomi ~Exotic Japan~" Go Hiromi - "Hitomi" Sakurako Ohara - "Nippon Cha-Cha-Cha Champion" Sexy Zone - "Tokyo Gorin Ondou" Natsuko Godai - "Kimi no Na wa Kibou" Nogizaka46 - "Oiyakiyama" Hiroshi Miyama - "Dance Dance Dance" E-Girls - "Present" Sekai no Owari - "Iwai Zake" Fuyumi Sakamoto - "Jidai" Hideaki Tokunaga - Anime Kouhaku - "Moonlight Densetsu" (Sailor Moon) AKB48 - "Mezase Pokémon Master" (Pokémon) Golden Bomber - "Tobe! Gundam" (Gundam) Tokio - "Zankoku na Tenshi no Thesis" (Neon Genesis Evangelion) Miwa + Sayuri Ishikawa - "Odoru Pompokolin" (Chibi Maruko-chan) E-Girls + Sakurako Ohara - "Gera Gera Po no Uta" (Youkai Watch) King Cream Soda + All Stars - "Tetsuwam Atom" (Astro Boy) V6 + All Stars - "Sore wa Bokutachi no Kiseki" μ's - "Spotlight" Keisuke Yamauchi - "Koioto to Amazora" AAA - "Sun" Gen Hoshino - "Kaeranchyaoka" Aya Shimazu - "Watashi Igai Watashi Janai no" Gesu no Kiwami Otome - "Manjishaka" Ayako Fuji - "Kakeru" Yuzu - "Fighting-Ø-Girls" Miwa - "Otokobana" Kiyoshi Hikawa - "Kokoro no Kori" Takashi Hosokawa - "Waratte Yurushite" Akiko Wada - "Maemuki Scream!" Kanjani8 - "Jinsei Ichiro" Yoshimi Tendo | 2ª Parte (21h00-23h45) - "365 Nichi no Kamihikouki" NMB48 - "Summer Madness" Sandaime J Soul Brothers from EXILE TRIBE - "25th Anniversary Debut Special Medley" Masaharu Fukuyama - "Yamatoji no Koi" Kaori Mizumori - "Arigatou" Ikimonogakari - "Zattsu Showtime! Hoshi ni Negai wo" Haruka Ayase, Yoshihiko Inohara, Perfume e V6 - "Ambitious Japan" Tokio - "Nagaku Mijikai Matsuri ~Koko wa Jigoku ka Tengoku ka-hen~" Ringo Sheena - "New Year's Eve Medley 2015" Arashi - "AKB Kouhaku 2015 SP ~10th Anniversary~" AKB48 - "Exile Kouhaku Special 2015" Exile - "Hana wa Saku" Sho Sakurai e Yoshiki - "Beautiful" Superfly - "Memeshikute" Golden Bomber - "Trisets" Kana Nishino - "Ray" Bump of Chicken - "Tsugaru Kaikyo Fuyugeshiki" Sayuri Ishikawa - "Chikumagawa" Hiroshi Itsuki - "Zattsu! V6 Medley" V6 - "Pick Me Up" Perfume - "Senbonzakura" Sachiko Kobayashi - "Kouhaku Special Medley ~We Are X!~" X Japan - "Orphans no Namida" Misia - "Yoitomake no Uta" Miwa Akihiro - "Friends" Rebecca - "Piece of My Wish" Miki Imai - "This is SMAP Medley" SMAP - "Ofukurusan" Shinichi Mori - "Goban Machi no Mari e 2015" Mariko Takahashi - "Gin Gira Gin ni Sariginaku" Masahiko Kondo - "Akai Sweet Pea" Seiko Matsuda - "Hotaru no Hikari" Encerramento conduzido por Maasaki Hirao |

## Resultados
| Resultado Final                                                                                  | Resultado Final | Resultado Final | Resultado Final |
| Votos                                                                                            | Akagumi         | Shirogumi       |                 |
| ------------------------------------------------------------------------------------------------ | --------------- | --------------- | --------------- |
| Após a 1ª Parte                                                                                  | 168.179         | 179.230         |                 |
| Contagem Final                                                                                   | 356.832         | 346.929         |                 |
| Resultados Individuais TV, 1-Seg, Apps & NHK Hall                                                |                 |                 |                 |
| DTV                                                                                              | 246.705         | 236.986         |                 |
| 1-Seg                                                                                            | 9.286           | 10.652          |                 |
| App Android                                                                                      | 99.554          | 97.871          |                 |
| NHK Hall                                                                                         | 1.287           | 1.420           |                 |
| Vencedor: Akagumi                                                                                |                 |                 |                 |
| Audiência Kanto: 34,8% (1st Part) & 39,2% (2nd Part) Kansai: 36,8% (1st Part) & 42,2% (2nd Part) |                 |                 |                 |

## Curiosidades
- Este ano, a NHK não anunciou os capitães das equipes antes de 26 de Novembro. A NHK justificou que o motivo do atraso no anúncio dos capitães foi a recusa da participação do comediante e apresentador Tamori, o que fez com que se iniciasse à procura por um possível substituto, e Yoshihiko Inohara estava entre possíveis rumores, até ser anunciado oficialmente à imprensa.
- Após 18 anos, X Japan volta a se apresentar no Kouhaku. A última participação da banda até então foi em 1997 (48º), quando a banda entrou em hiatus. Esta é a sexta participação do X no programa, o primeiro após a reunião.
- Devido ao grande sucesso do anime, o grupo μ's faz sua estreia no Kouhaku. A seiyuu PiLE, que faz a voz da personagem Maki Nishikino das μ's esteve no Brasil em Julho de 2015. "Korekara" foi o single mais recente do grupo. O μ's anunciou que vai encerrar seu ciclo após o último show no Tokyo Dome em Abril de 2016. Yoshino Nanjo não participou devido aos seus compromissos com o fripside.
- Após 5 anos, a música "Furusato" não foi interpretada. O Arashi participou pela 7ª vez do Kouhaku, mas depois de 5 anos como capitães do Shirogumi, este ano foram os anfitriões de outra atração principal do Oomisoka, o Johnny's Countdown 2015-16.
- Nana Mizuki poderia participar de seu 7º Kouhaku (desde 2009). O single de estreia "Omoi" era lançado em 2000 e por este motivo, Nana comemora 15 anos de carreira como cantora, mas este ano ela não está entre os artistas do programa.
- A banda Ikimonogakari completará 10 anos do lançamento de seu debut em 2016.
- AKB48 canta o tema de abertura da atual Asadora, Asa ga Kita, que estreou em 28 de Setembro. Também apresenta na NHK BS Premium o AKB48 Show!, programa semanal que vai ao ar desde 2013. Minami Takahashi estará participando pela última vez no Kouhaku por que no dia 29 de Março do ano que vem, ela estará se graduando do AKB48. As outras integrantes graduadas também ficam de fora.
- Os espectadores que não moram no Japão podem assistir ao Kouhaku pela NHK World Premium, às 10:15 UTC/08:15 BRST no mesmo horário que a NHK-G. Kouhaku é transmitido mundialmente desde 1998.
- Nos EUA, é transmitido pela TV Japan às 05:15 ET/02:15 PT. Na Europa, a transmissão e feita pela JSTV às 10:15 UTC.
- A cada ano, após o término da transmissão do Kouhaku, a NHK exibe o programa especial "Old Year, New Year".

## Ficha Técnica

### Apresentação e Capitães
- Capitã Akagumi: Haruka Ayase
- Capitão Shirogumi: Yoshihiko Inohara
- Mediador: Yumiko Udō e Tetsuko Kuroyanagi

### Jurados e PR
Jurados
- Kasumi Arimura (atriz)
- Nahoko Uehashi (escritora)
- Yo Oizumi (ator)
- Masato Sakai (ator)
- Tao Tsuchiya (atriz)
- George Tokoro (comediante)
- Masami Nagasawa (atriz)
- Yuzuru Hanyu (patinador)
- Naoki Matayoshi (comediante)
- Hiromi Miyake (levantador de peso)

PR
- Yuka Kubota
- Duo Bananaman

### Equipe de Produção
- Produção: NHK Enterprise
- Conceito Original: Tsumoru Kondo
- Produtor Musical: Tsunaki Mihara (The New Breed)
- Regência em "Hotaru no Hikari": Maasaki Hirao

### Transmissão e Horários
- NHK Radio 1 e NHK-G: 19:15 - 23:45 JST
- TV Japan: 05:15 - 09:45 ET, 02:15 - 06:45 PT
- JSTV: 10:15 - 14:45 UTC
- NHK World Premium: 08:15 - 12:45 BRST